# Tripterospermum microphyllum
Tripterospermum microphyllum là một loài thực vật có hoa trong họ Long đởm. Loài này được Harry Sm. miêu tả khoa học đầu tiên năm 1967.